# 崔權
崔權（韓語：최권，1981年12月25日—），韓國男演員。

## 演出作品

### 電視劇
- 2005年：KBS《這該死的愛情》
- 2006年：MBC《跨越彩虹》飾演 崔圭浩
- 2007年：tvN《新人魚故事》
- 2007年：MBC《泡菜奶酪微笑》飾演 崔權
- 2009年：SBS《你笑了》飾演 朴慶秀
- 2012年：MBC《The King 2 Hearts》飾演 權榮佩
- 2012年：TV朝鮮《求婚大作戰》飾演 亨宇
- 2012年：tvN《黃色福壽草》飾演 開發組同事
- 2012年：SBS《美味人生》飾演 裴賞風
- 2013年：JTBC《無情都市》飾演 申亨沙
- 2015年：KBS《製作人》飾演 朴氏
- 2019年：Netflix《李屍朝鮮》飾演 東萊軍官
- 2019年：MBC《Item》飾演 金大洪
- 2023年：ENA《能成為陌生人嗎》飾演 金武鎮

### 電影
- 2003年：《地鐵終結站》
- 2006年：《天使爸爸》
- 2007年：《挖人行動》
- 2009年：《奔跑的烏龜》
- 2010年：《佳節》
- 2013年：《跨樂心天堂：火熱告別曲》
- 2017年：《Real》

## 外部連結
- NAVER （页面存档备份，存于）